# NGC 698
NGC 698 este o intermediate spiral galaxy⁠(d) situată în constelația Cuptorul. A fost descoperită în 29 noiembrie 1837 de către John Herschel.